# Acestrorhynchus grandoculis
Acestrorhynchus grandoculis és una espècie de peix de la família dels acestrorrínquids i de l'ordre dels caraciformes.

## Morfologia
- Els mascles poden assolir 10,8 cm de longitud total.[1][2]

## Hàbitat
És un peix d'aigua dolça i de clima tropical.

## Distribució geogràfica
Es troba a Amèrica: conques dels rius  Negro, Orinoco i Amazones.